# マイク佐藤
マイク佐藤（マイクさとう、生年不明8月6日 - ）は、プロレスのコミッショナー、KAIENTAI DOJO所属。2002年から2007年までプロレスラー「マイク･リーJr.」として活躍していた。本名と出身地は謎とされている。身長174cm、体重84kg。血液型A型。

## 経歴
プロレスラーとして2002年デビュー。長髪に顔面ペイントの怪しい雰囲気のレスラーであり、誰のジュニアなのかも含めて謎が多いがその妖しい魅力で人気を集めていた。テクニシャンとしてならしていたがデビュー当時はさっぱり勝てなかった。ヒールユニットバジリスク所属となってからは鉄平ちゃんこを無銭飲食するなど悪事の限りを尽くしていた。2リーグ制導入により「RAVE」所属となった。
膝の悪化により2007年6月10日に引退。
7月22日大会より「マイク佐藤」と改名してKAIENTAI DOJOコミッショナーに就任し、タイトル等の管理委員など色々な役割を兼務している。

## 得意技
- CROSSOVER
- 鎌固め
- 毒霧

## タイトル歴
- UWA&UWFインターコンチネンタルタッグ王座
- WEWハードコアタッグ王座 : 1回（＆Mr.X）

## テーマ曲
- 初代 : 「You died tonight～Black version～」（A1-joko） キングレコード 「KAIENTAI DOJO」に収録
- 2代目 : 「You died tonight～Black version2～」（A1-joko） キングレコード 「KAIENTAI DOJO 2」に収録

## 特記
- 出身地はエクアドルだという説もある。また、本名はマイク・リー・サトウ・ビンセント・ロドリゲスJr.と非常に長い。
- 父のマイク・リーSr.は現役時未勝利のレスラーだった、と言う噂がある。
- 初勝利でベルト奪取（UWA&UWF認定インターコンチネンタルタッグ王座）という快挙を成し遂げた。
- コミッショナーに就任後も何度かリング上で毒霧を噴射している。
- グラフィックデザイナーとしても活動しており、千葉Blue Fieldのグラフィティアート、KAIENTAI DOJOのTシャツ、パンフレットなどもデザインしている。

## テレビ出演
- プロレスKING（GAORA）